# Iglesia de San Pedro (Teruel)
La iglesia de San Pedro de Teruel es una iglesia del siglo XIV perteneciente a la arquitectura mudéjar de Aragón, declarada Patrimonio de la Humanidad. Su campanario, la torre de San Pedro, es el ejemplo más antiguo del mudéjar turolense y data del siglo XIII. El interior del templo fue decorado entre 1896 y 1902 en estilo modernista neomudéjar por Pablo Monguió Segura y el artista plástico Salvador Gisbert, que erigieron, además, un nuevo claustro. En una de sus capillas laterales yacieron los Amantes de Teruel. Desde 2005 se visita, en el Mausoleo de los Amantes, un espacio museístico construido anexo a la iglesia.

## Historia

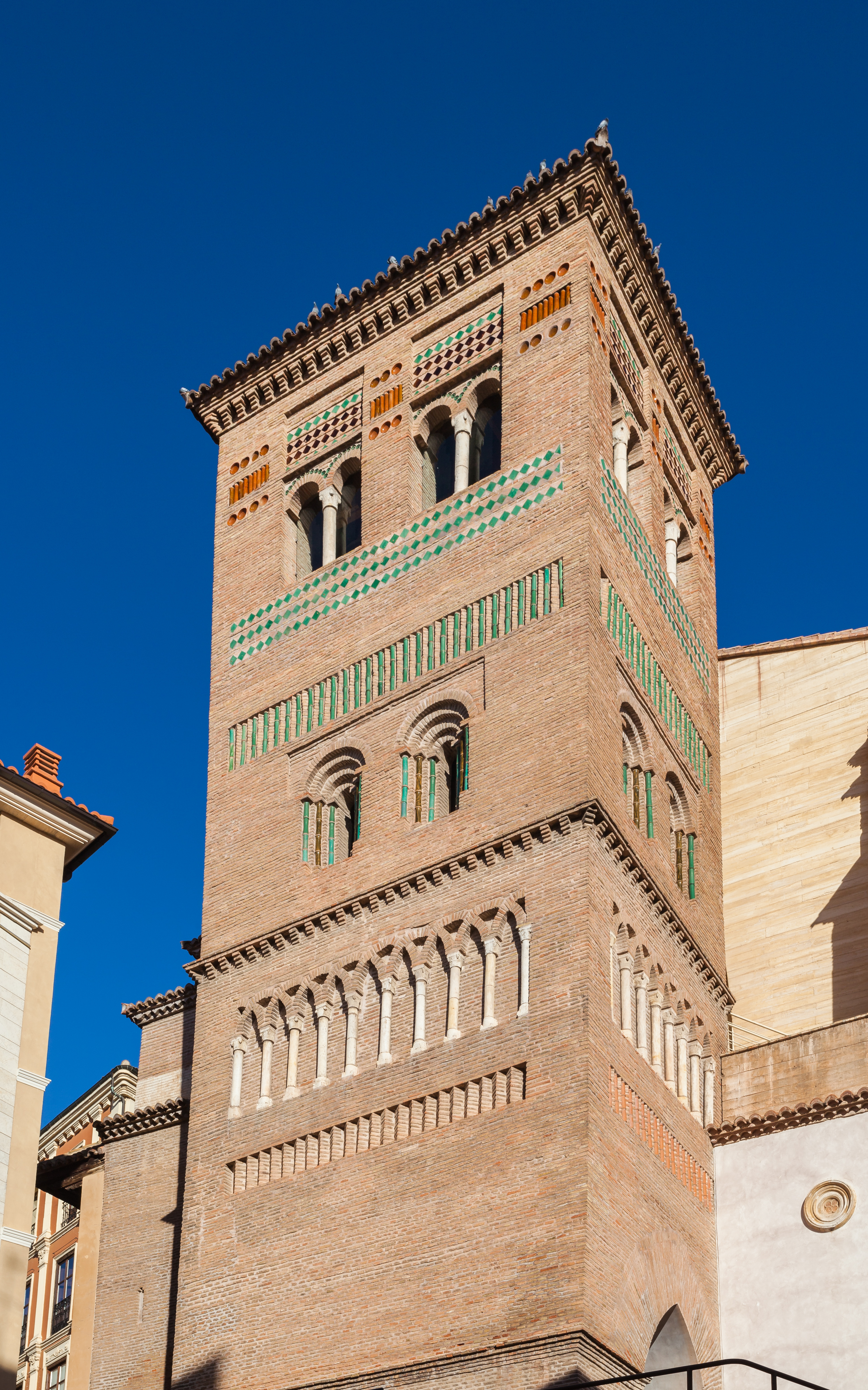
Torre

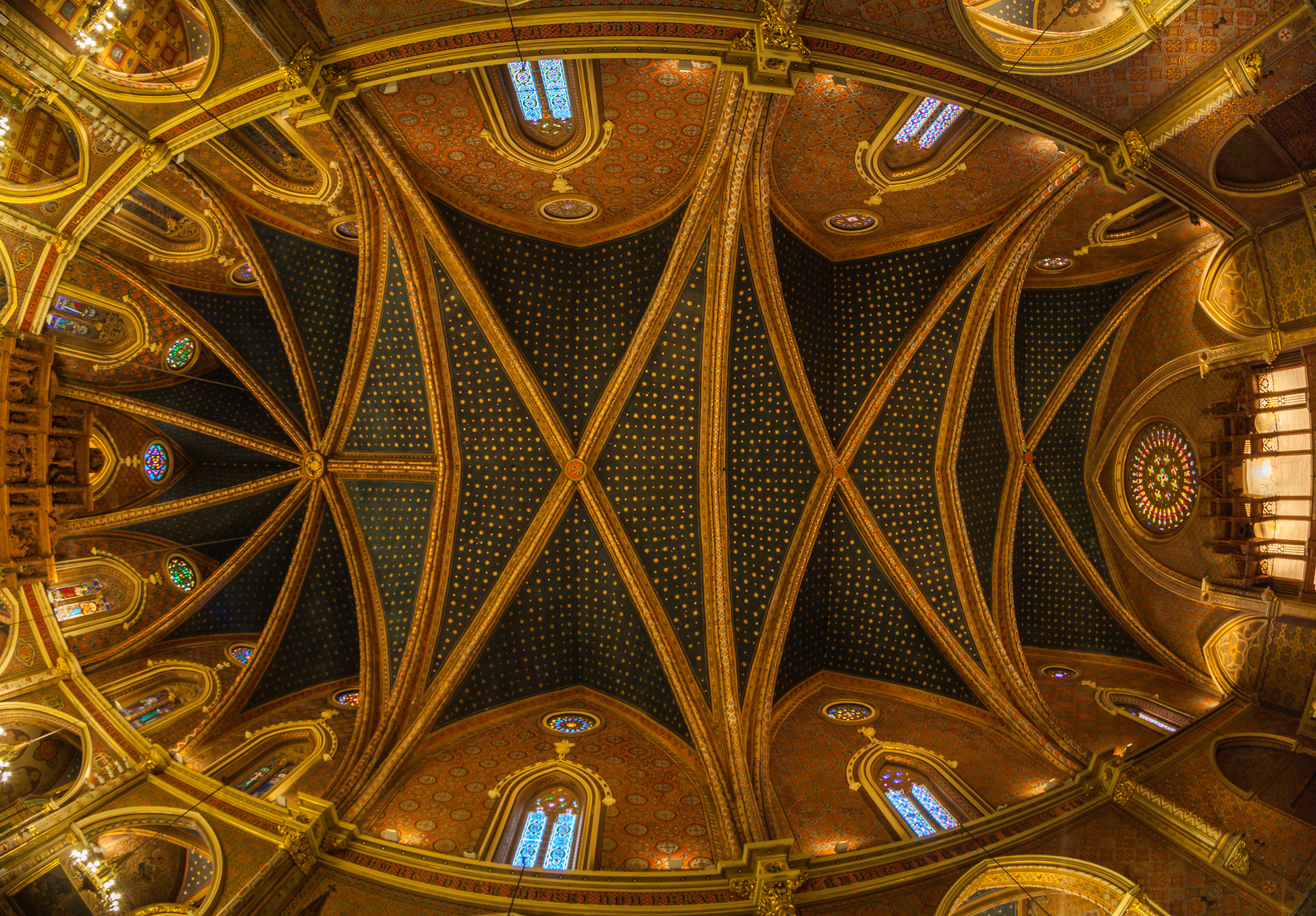
Vista superior

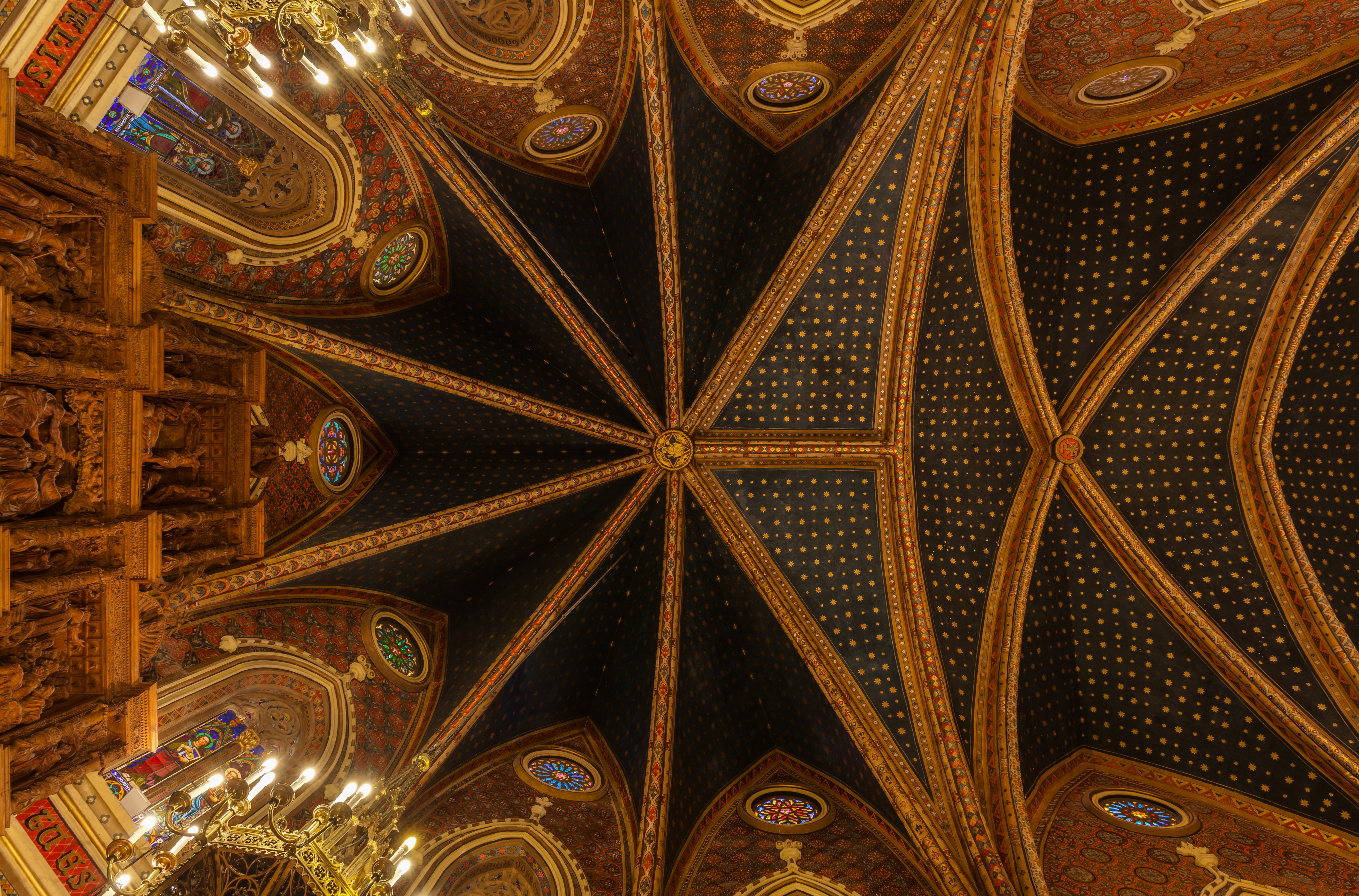
Detalle de la bóveda

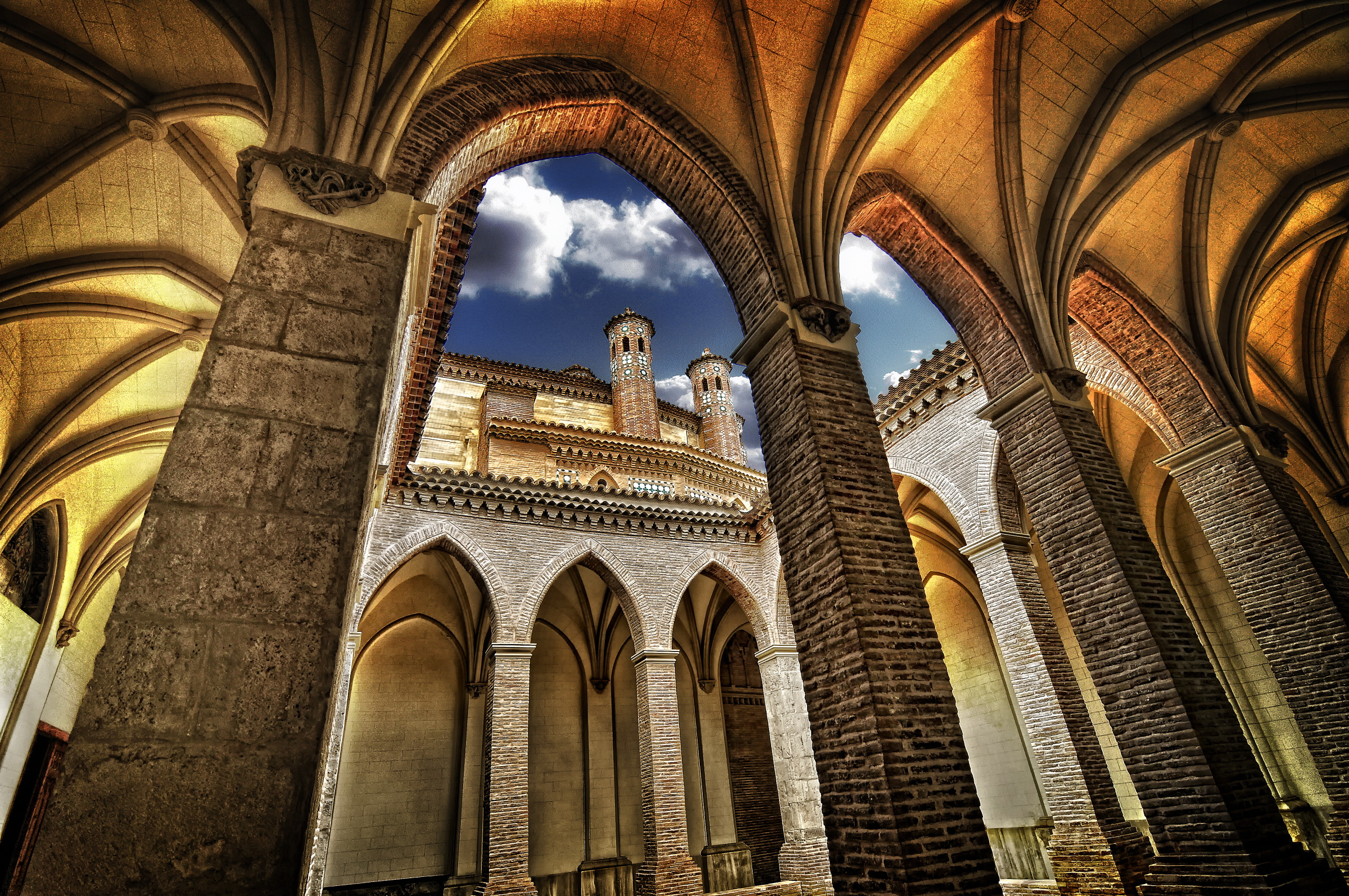
Claustro

En 1220 dos discípulos de San Francisco de Asís, Juan de Perusa y Pedro de Saxoferrato, fundaron en Teruel un convento franciscano cuya ermita de San Bartolomé fue derribada por orden del arzobispo de Zaragoza García Fernández de Heredia, para iniciar en 1392 la construcción de la iglesia que hoy se contempla.
En 1555 se descubrieron las momias de Los Amantes de Teruel en el subsuelo de una de las capillas laterales, que a partir de ese momento estaría dedicada a capilla de Los Amantes. En ella se alojó un retablo dedicado a San Cosme y San Damián esculpido por Gabriel Joly, artífice del retablo de la catedral turolense, antes de 1537.
La iglesia consta de una elevada nave única de cinco tramos con capillas laterales entre los contrafuertes, ábside poligonal y coro alto a los pies. Se cubre con bóvedas de crucería sencilla reforzadas por arcos fajones apuntados y transmite una gran sensación de unidad y amplitud.
En el hastial occidental del templo se abre un gran rosetón en la zona superior y la portada principal en la zona inferior, abierta por medio de un arco deprimido rectilíneo enmarcado por arquivoltas apuntadas y abocinadas rematadas por un gablete y flanqueadas por pináculos, mientras que la portada secundaria se localiza en el muro de la Epístola y es de estructura similar a la descrita, pero de menores proporciones.
En su construcción intervinieron Conrat Rey y Gonzalvo de Vilbo, maestros que trabajaban habitualmente para la familia Fernández de Heredia.

## La torre-campanario
La torre de San Pedro es el exponente más antiguo del mudéjar turolense. Construida en el último tercio del siglo XIII, se adosó a los pies de la iglesia originaria, anterior al actual edificio.

## El claustro
El claustro de la iglesia de San Pedro en Teruel constituye uno de los escasos ejemplos de espacios claustrales del arte mudéjar en Aragón. Fue construido en la segunda mitad del siglo XIV adosado a la iglesia, por encargo testamentario del acaudalado turolense Francisco Muñoz, el cual fue enterrado en una de las capillas de la propia iglesia. De estilo gótico-mudéjar, está construido en ladrillo y cuenta con bóveda de crucería. Contó con un aljibe situado en el patio, aunque actualmente no se conserva. Si bien se pensaba hace varias décadas que la fábrica medieval había sido derribada y reconstruida, hoy día está demostrado que entre 1901 y 1902 el claustro fue reformado y redecorado por el arquitecto Pablo Monguió, dándole un aspecto neogótico. En dicha actuación, se añadieron ventanales de tracería y ménsulas figuradas.
En 2007 ha sido restaurado, realizándose también la excavación arqueológica, localizándose varias criptas funerarias del siglo XVII y XVIII, convertidas en osarios. Entre el material arqueológico recuperado, sobresale una estela funeraria medieval decorada con una cruz y con las llaves de San Pedro.

## La necrópolis medieval
Con motivo de las obras de remodelación de Entorno del Mausoleo de los Amantes, en 2004 se descubrió una necrópolis medieval del siglo XIII, que ocupaba la superficie del propio Mausoleo y del patio de acceso. La investigación arqueológica permitió identificarla con el cementerio de la primitiva iglesia de San Pedro. Tras la construcción del actual edificio del templo en el siglo XIV, el área funeraria se abandonó pasando a ser usada como simple patio o corral.

## El espacio arqueológico en el patio de la iglesia San Pedro
Anexo a la iglesia y la claustro, el llamado patio-jardín sirvió como cementerio parroquial durante los siglos XVII-XIX. En 2006, 2013 y 2014 se ha realizado la excavación arqueológica, localizándose los restos de tres viviendas de la Baja Edad Media, que fueron destruidas a finales del siglo XV, sin que se volviera a urbanizar este espacio. Alguna de las estancias conservaban una altura de 3 m de altura. La última ocupación del solar corresponde a un taller de vidrio soplado del siglo XVII, en el que han aparecido cinco pequeños hornos circulares de fundición. Todos los restos constructivos arqueológicos se han conservado bajo el actual pavimento del patio.
Sin embargo, el hallazgo más importante corresponde con un extenso arbellón o galería cerrada que atraviesa parte del patio, y que formaba parte del acueducto Los Arcos, denominado en su época Traída de las Aguas, infraestructura del siglo XVI para el abastecimiento de agua en la ciudad, obra diseñada por Pierre Vedel. La galería sirve como protección a la conducción de agua a través de arcaduces, situada en su interior. El arbellón se conserva en perfecto estado, y se puede recorrer su interior hasta alcanzar el edificio del Espacio Amantes, donde se interrumpe.

## Patrimonio de la Humanidad
Fue declarada Monumento histórico artístico (hoy Bien de Interés Cultural) el 3 de junio de 1931. La Unesco señaló la Iglesia de San Pedro como uno de los edificios representativos del conjunto mudéjar de Teruel, declarado Patrimonio de la Humanidad en 1986,